# Stefan (Procenko)
Stefan, imię świeckie Stepan Maksimowicz Procenko (ur. 3 sierpnia?/15 sierpnia 1889 w Palejewce, zm. 6 października 1960 w Charkowie) – biskup Rosyjskiego Kościoła Prawosławnego pochodzenia ukraińskiego.

## Życiorys
Ukończył studia w instytucie agronomicznym i przez kilka lat był jego wykładowcą. Następnie podjął naukę w Kijowskiej Akademii Duchownej; do jej zamknięcia w 1918 ukończył trzy lata studiów teologicznych. W 1922 ukończył studia historyczne w instytucie historyczno-filologicznym w Nieżynie. 5 marca tego samego roku przyjął święcenia kapłańskie jako celibatariusz z rąk biskupa Pachomiusza (Kiedrowa) i został proboszczem parafii Trójcy Świętej w Nosowce (obwód czernihowski). Jeszcze w tym samym roku złożył wieczyste śluby mnisze i został podniesiony do godności archimandryty.
26 sierpnia 1926 miała miejsce jego chirotonia biskupia, po której został wikariuszem eparchii czernihowskiej z tytułem biskupa konotopskiego. Jako główny konsekrator w chirotonii wziął udział metropolita niżnonowogrodzki i arzamaski, zastępca locum tenens Patriarchatu Moskiewskiego Sergiusz. W tym samym roku został administracyjnie zmuszony do zamieszkania w Charkowie i niewyjeżdżania z miasta. Najpóźniej w 1931 został uwięziony. Zwolniony w roku następnym, został ordynariuszem eparchii czernihowskiej z tytułem biskupa czernihowskiego i kozieleckiego. W 1936, po masowej likwidacji parafii prawosławnych w eparchii czernihowskiej, biskup Stefan został aresztowany i uwięziony w łagrze w Kraju Krasnojarskim, gdzie przebywał do 1942.
W 1942 został zwolniony z łagru i mianowany arcybiskupem ufijskim. Brał udział w Soborze Biskupów, który wybrał, po prawie dwudziestoletniej przerwie, nowego patriarchę moskiewskiego i całej Rusi – dotychczasowego locum tenens Patriarchatu metropolitę Sergiusza. W 1944 został przeniesiony na katedrę połtawską i krzemieńczucką, zaś po roku - na katedrę charkowską. W 1959 otrzymał godność metropolity. Zmarł w roku następnym.